# 海山六
蒼蠅座λ，又名CP-66 1640，HD 102249、SAO 251575、HR 4520，是蒼蠅座的一颗恒星，视星等为3.64，位于銀經296.49，銀緯-4.68，其B1900.0坐标为赤經11h 40m 53.1s，赤緯-66° -4.68′ 27″。